# World Harvest Radio International
World Harvest Radio International (WHRI) es una estación de radio de onda corta que emite programación religiosa, noticias y música cristiana moderna desde Estados Unidos para todo el Mundo. La programación está mayormente en inglés, con unos pocos programas en otros idiomas. La estación es parte del grupo cristiano Family Broadcasting Corporation, anteriormente llamado LeSEA, y está basada en Cypress Creek, Carolina del Sur, su señal es retransmitida hacia sus emisoras hermanas WHRA en Greenbush, Maine, y KWHR en Naalehu, Hawái.

## Historia
WHRI comenzó a funcionar en 1985 con su primer servicio, Angel 1, cubriendo América Central, América del Sur y el Caribe. Dos años después, su segundo servicio, Angel 2 sale al aire, cubriendo Europa y América Central y del Sur. En 1993, WHRI are una segunda estación, KWHR, que emite el servicio Angel 3 hacia China y Asia Oriental, expandiéndose en 1997 con Angel 4, cubiendo el Pacífico Sur. En 1998, su tercera estación, WHRA, abre con Angel 5, una señal para África y el Medio Oriente.
A partir del 27/10/2019, World Harvest Radio transmite solo desde Cypress Creek, Carolina del Sur con las tres estaciones  Angel 1 - 2 - 6.
WBCQ compra World Harvest Radio (WHRI)
Family Broadcasting Corporation está vendiendo la “World Harvest Radio” cristiana de onda corta WHRI Furman SC a Allan Weiner por $ 1,25 millones. Weiner también es propietario de Talk "The Planet" WBCQ Monticello ME de onda corta.